# Astathes flaviventris
Astathes flaviventris là một loài bọ cánh cứng trong họ Cerambycidae.